# フランス・ホーヘンベルフ
フランス・ホーヘンベルフ（Frans Hogenberg 、姓は Hoogenberghとも、ドイツでの名はフランツとも、1535年 - 1590年）は、フランドル生まれの版画家である。ゲオルク・ブラウンらが1572年から出版した世界中の都市546の鳥瞰図などを集めた『世界都市図帳（Civitates orbis terrarum）』（全6巻）に貢献したことで知られている。

## 略歴
メヘレンで画家のニコラス・ホーヘンベルフ（Johann Nikolaus Hogenberg: 1500-1539）の息子に生まれた。兄に版画家になり後にイギリスで働いたレミギウス・ホーヘンベルフ（Remigius Hogenberg: c.1536-c.1588）がいた。メヘレンで結婚し、2人の子供が生まれたが、宗教的理由からフランドルから逃れ、1564年からドイツのケルンで暮らすことになった。ケルンで2度目の結婚をし、何人かの子供が生まれた。 1568年頃、短期間アントウェルペンで仕事をした。1570年にアントウェルペンの出版社からアブラハム・オルテリウスによる地図集『Theatrum Orbis Terrarum』が出版され、何点かのホーヘンベルフが作成した図版も収録された。1572年からケルンの神学者ゲオルク・ブラウン（c.1541-1622）の編集による『世界都市図帳』（全6巻）の出版が始まると、ホーヘンベルフは1巻から4巻の図版を制作した。第5巻と第6巻の図版は Simon van den Neuwelによって作成された。1570年から1585年の間に何回かロンドンに旅し、1586年にはハンブルクに住んだ。1579年にケルンで妻とともに改革派教会の秘密集会に参加したとして逮捕されたが、釈放後もケルンで働いた。
1590年にケルンで亡くなった。

## 作品

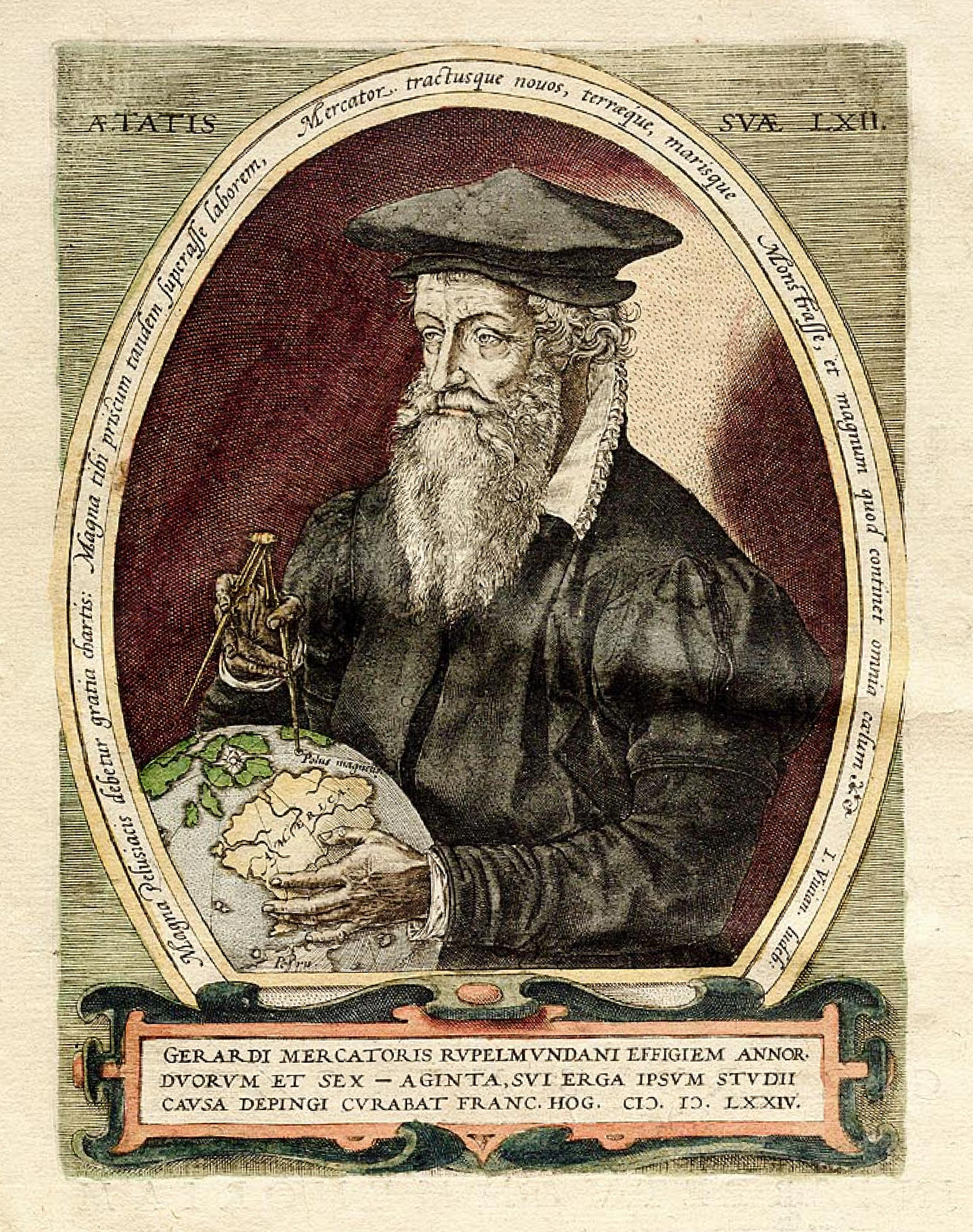
ゲラルドゥス・メルカトルの肖像版画 (1584)
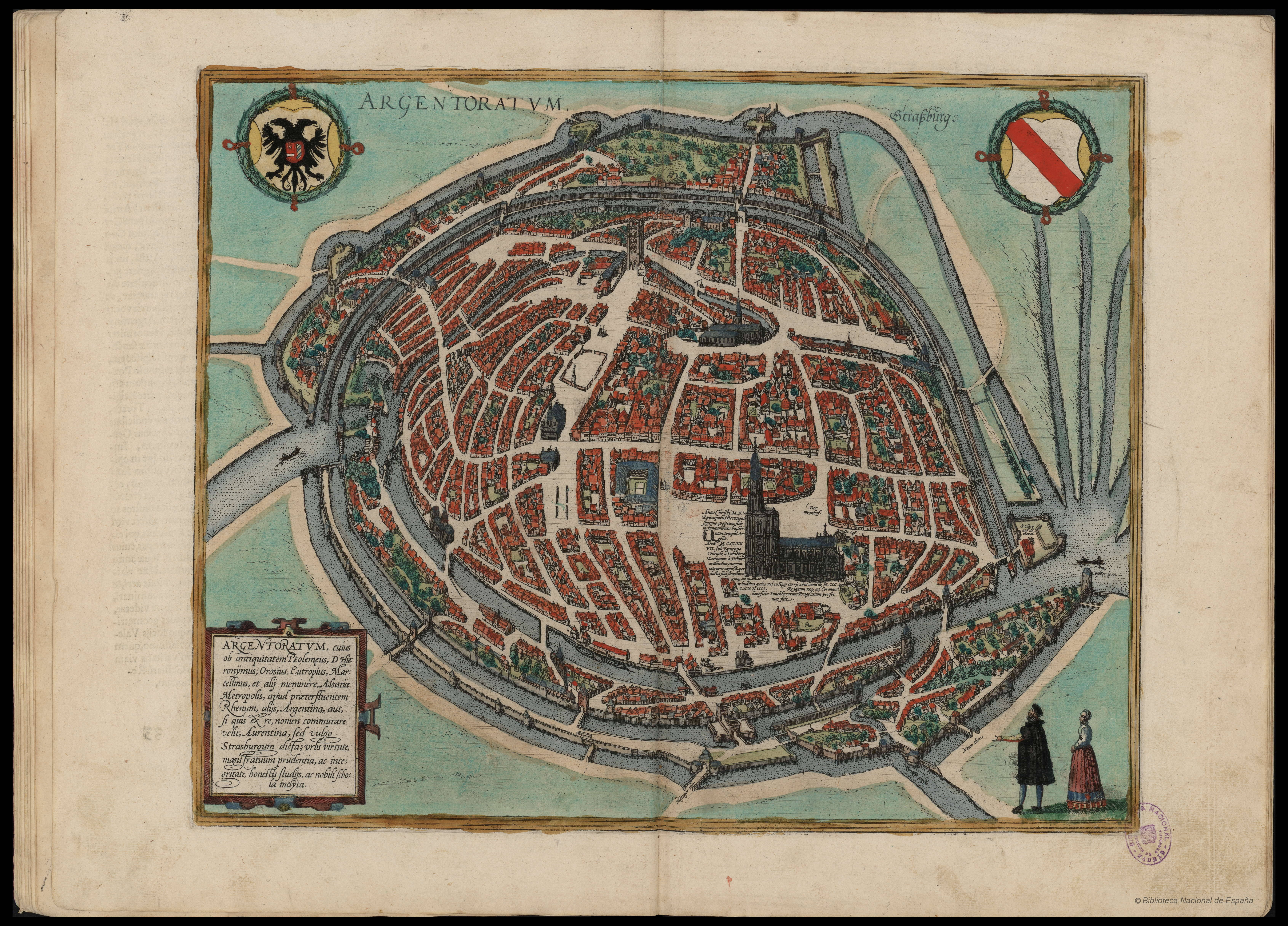
『世界都市図帳』の図版、ストラスブール
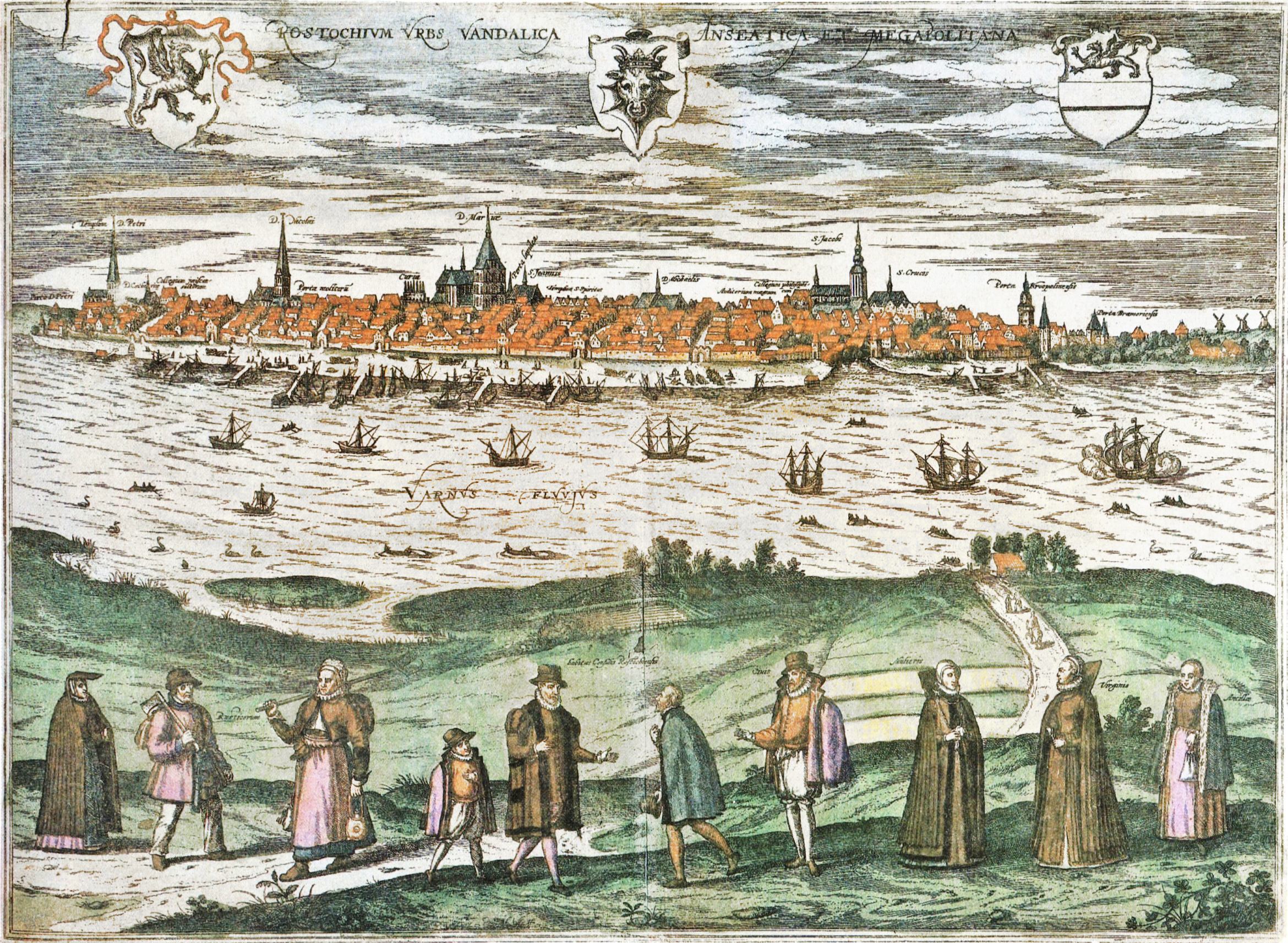
『世界都市図帳』の図版、ロストック
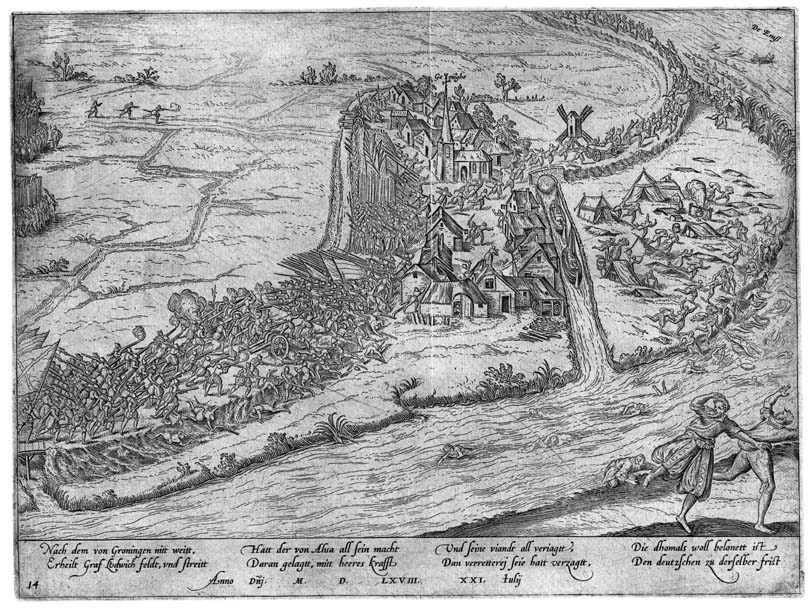
イェミンヘンの戦い